# Guglielmo I di Provenza
Guglielmo detto  Guglielmo il Liberatore o il Padre della Patria (950 circa – 993) fu conte d'Avignone dal 962, conte di Provenza dal 968, e poi marchese di Provenza dal 979, sino alla sua morte.

## Origine
Figlio del conte d'Arles, conte di Avignone e conte di Provenza, Bosone II di Provenza (come ci viene confermato dal documento nº 29 del Cartoulaire de l'abbaye de Saint-Victor de Marseille e di Costanza (come ci conferma il monaco e storico benedettino dell'Abbazia di Montmajour, Dom Chantelou, nel suo Histoire de Monmajour, Revue Historique de Provence, 1ère année, a pag. 37), che per numerosi storici era Constanza di Provenza (920/30-dopo il 963), la figlia del conte di Vienne, Carlo Costantino. Che Costanza sia la figlia di Carlo Costantino non v'è certezza.
Secondo alcuni storici che sia la figlia di Carlo Costantino solo per il fatto di avere tale nome che in precedenza nella Provenza non era usato, mentre per altri che hanno confutato tale tesi in quanto in vari documento dell'abbazia di Cluny, si trovano donne con tale nome (il nº 45, il nº 390, il nº 530, il nº 582 e il nº 683), Costanza era sorellastra di Carlo Costantino, figlia di suo padre Ludovico e la seconda moglie Adelaide.
Bosone II era figlio del conte in Provenza (forse conte d'Avignone), Rotboldo I di Provenza (come ci viene confermato dal documento nº 29 del Cartoulaire de l'abbaye de Saint-Victor de Marseille, tome I?- ca. 950), e della moglie di cui non si conoscono né il nome né gli ascendenti, ma secondo alcuni era Ermengarda d'Aquitania, figlia del duca d'Aquitania Guglielmo il Pio e di Engelberga di Provenza.

## Biografia
Guglielmo compare, come firmatario, in un documento del 963 dell'Histoire de Monmajour, Revue Historique de Provence, 1ère année, assieme ai genitori, Bosone II e Costanza ed ai fratelli, Rotboldo e Ponzio; da questo documento si deduce che Guglielmo fosse il fratello maggiore in quanto citato per primo. Ma nel documento nº 29 del Cartoulaire de l'abbaye de Saint-Victor de Marseille, del 965, Rotboldo viene citato prima del fratello.
Nel 968, alla morte del padre, Guglielmo gli subentrò nel titolo di conte di Avignone, mentre il fratello, Rotboldo, in quello di conte di Arles, ed assieme assunsero il titolo di conte di Provenza. Guglielmo è considerato il fondatore della contea di Provenza.
Prima del 970 (come risulta dal documento nº 598 del Cartoulaire de l'abbaye de Saint-Victor de Marseille, tome I, dell'aprile 970, in cui, Guglielmo e la moglie, la contessa Arsinda, fanno congiuntamente una donazione all'abbazia stessa), sposò Arsenda di Comminges (ca.950- dopo il 979, anno in cui compare per l'ultima volta citata in un documento), che secondo lo storico Szabolcs de Vajay era figlia del conte Arnaldo di Comminges e della contessa Arsenda di Carcassonne. Sempre secondo Szabolcs de Vajay era anche la sorella della viscontessa di Narbonne, Adelaide, che la cita nel suo testamento del 978 (documento nº 130 dell'Histoire Générale de Languedoc, Tome V, Preuves, Chartes et Diplômes.
Nel 972, col fratello Rotboldo II si mise alla testa di una coalizione di nobili provenzali per cacciare definitivamente i Saraceni dal sud della Provenza e, nel corso del 973, con l'apporto delle truppe del marchese di Torino, Arduino il Glabro a Tourtour, ottennero una schiacciante vittoria, che permise di conquistare la fortezza di Frassineto (oggi identificata con La Garde-Freinet) e di liberare la Provenza dalla presenza dei Saraceni.
Questa vittoria, ottenuta senza l'aiuto del suo signore, il re di Arles, Corrado il Pacifico, gli permise di avere il controllo effettivo sulla Provenza e di distribuire le terre riconquistate ai suoi vassalli.
Nel 979 assunse anche il titolo di marchese di Provenza, come risulta dal documento di donazione nº 1042 del Cartoulaire de l'abbaye de Saint-Victor de Marseille, tome II, una donazione all'abbazia stessa, in cui Guglielmo si definisce marchese (anno da cui si data la costituzione del marchesato di Provenza), viene controfirmata anche dalla moglie, la contessa Arsinda, che fu redatta ad Arles, e, nel 980, Guglielmo si trasferì ad Arles.
Essendo rimasto vedovo nel 983 circa, tra il 984 ed il 986 sposò (come viene confermato nel Chronica de Gesta Consulum Andegavorum e nel Hugonis Floriacensis, Liber qui Modernorum Regum Francorum continet Actus 9), contro il volere del papa, Giovanni XV, Adelaide d'Angiò (947-1026), figlia del Conte d'Angiò e poi, conte di Nantes e duca di Bretagna, Folco II e di Gerberga (secondo lo storico Maurice Chaume era figlia del Visconte Goffredo d'Orleans); infatti Adelaide, secondo il Cartulaire de l'abbaye de Saint-Chaffre du Monastier et Chronique de Saint-Pierre du Puy', era la sorella del conte d'Angiò, Goffredo detto Grisegonelle (figlio di Folco II secondo la Chronica de Gesta Consulum Andegavorum, Chroniques d'Anjou). Folco II d'Angiò era figlio del conte d'Angiò, Folco il Rosso e di Rosalia di Loches, figlia di Garnier (Warnerius), signore di Loches. Adelaide era al suo quarto matrimonio, avendo sposato: 
- nel 960, Etienne de Brioude, conte di Gévaudan e Forez (secondo il Cartulaire de l'abbaye de Saint-Chaffre du Monastier et Chronique de Saint-Pierre du Puy'[24]).
- nel 975, con Raimondo IVI, conte di Tolosa (questo matrimonio è confermato dalle Richeri Historiarum[25]).
- nel 982, a Vieux-Brioude, Haute-Loire, si sposò con il figlio del re dei Franchi occidentali, Lotario IV, l'erede al trono, Luigi[25]. In quello stesso giorno, i due, sempre secondo le Richeri Historiarum furono incoronati re e regina d'Aquitania dai vescovi aquitani[26].
Quest'ultimo matrimonio durò poco; due o tre anni dopo, secondo il monaco cluniacense e cronista, Rodolfo il Glabro fu Adelaide che stanca del marito, Luigi, lo convinse a seguirla in Aquitania, dove lo abbandonò, riunendosi ai suoi familiari[27].

Il matrimonio tra Guglielmo e Adelaide, non più ostacolato da papa, Giovanni XV, dopo la morte di Luigi V, avvenuta, nel 987, causa avvelenamento (secondo il Chronicon sancti Maxentii Pictavensis, Chroniques des Eglises d´Anjou) fece un grande scalpore, come riportato dalle Richeri Historiarum.
Negli ultimi anni di vita divenne molto pio e la sua politica fu molto favorevole alle richieste degli uomini di chiesa e dei conventi.
Nell'agosto del 990, assieme al fratello, Rotboldo II, alla moglie, Adelaide, ed al figlio, Guglielmo, fecero una donazione all'abbazia di Cluny, mentre, nel 992, secondo il documento nº 153 dell'Histoire Générale de Languedoc, Tome V, Preuves, Chartes et Diplômes, Guglielmo fece una donazione all'abbazia di san Cesare di Arles, controfirmata dal fratello Rotboldo II, dalla moglie, Adelaide, e dal figlio, Guglielmo II.
Guglielmo morì, dopo il 29 agosto 993, ad Avignone, dopo essersi fatto monaco ed essersi ritirato in convento presso Avignone, lasciando al fratello Rotbaldo, il marchesato di Provenza, mentre la contea veniva governata dal figlio, Guglielmo II, affiancato da Rotbaldo.
La vedova, Adelaide, rimase in Provenza, accanto alle figlie, nate dal matrimonio con Guglielmo, e solo dopo una ventina d'anni, verso il 1015, contrasse un ultimo matrimonio con Ottone I Guglielmo di Borgogna (962 – 21 settembre 1026), a cui non diede figli.

## Discendenza
Guglielmo ebbe tre figli da Arsenda:
- Odile di Provenza detta Odile di Nizza (c.976-c.1032). Molto probabilmente sposò (ca. 991) il signore di Sisteron Miron-Laugier[32], morto nel 999.
- Guglielmo II di Provenza[30](c.982-c.1018) conte di Provenza, dal 993. Nel 1002, sposò Gerberga di Borgogna (?-1026), figlia del conte e duca Ottone I Guglielmo di Borgogna (958-1026) e di Ermentrude di Reims (950-?), contessa di Mâcon e Besançon, da cui ebbe:
  - Guglielmo IV di Provenza (ca. 1003- ca. 1030), Conte di Provenza
  - Folco Bertrando I (ca. 1005-1054)], conte di Provenza. Sposò Elisa di Tolosa, figlia del conte Guglielmo III di Tolosa, da cui discesero:
    - Guglielmo Bertrando II di Provenza (1028-1067), conte Forcalquier (le contee di Gap ed Embrun passarono per un periodo ai discendenti di Toda)[33] sposò Adele di Cavenaz, da cui discese:
      - Adelaide di Provenza (ca. 1062-1129), ultima contessa Forcalquier della Casa di Provenza, sposò nel 1079, il conte di Urgell, Ermengol IV (1056-1092)

    - Goffredo II di Provenza (?-1094), conte di Forcalquier (1054-1094)

  - Goffredo I di Provenza (ca. 1009-1063), conte di Provenza sposò Stefania o Dolce di Gevaudan, viscontessa di Marsiglia (?-1095), figlia di Bertrando II di Gevaudan, da cui discesero:
    - Gerberga di Provenza (ca. 1057-1112), contessa di Provenza, sposò il visconte Gilberto I di Gévaudan, da cui discesero:
      - Dolce I di Provenza (ca. 1095-1130), contessa di Provenza, sposò il conte di Barcellona Raimondo Berengario III "IL Grande" (1082-1137), da cui discesero:
        - Raimondo Berengario IV (1113-1162), conte di Barcellona e principe d'Aragona per il matrimonio con Petronilla d'Aragona. Inizio della Corona d'Aragona
        - Berengario Raimondo I di Provenza (1115-1144), conte di Provenza.

      - Stefania di Provenza (?-1160), sposò, nel 1116, il signore Raimondo I di Baux (?-1150) e appoggiò i figli Ugo e Bertrando (che ne uscirono sconfitti) nella guerra di successione di Baux (1144-1162) per il possesso della Provenza.

    - Bertrando II di Provenza (?-1093), conte di Provenza.
    - Stefania di Provenza (?-1085), sposò il conte Guglielmo II di Besalù (?-1066)
- Toda (980-1020), contessa di Gap ed Embrun, sposò Bernardo Tagliaferro[32] (?-1020), conte di Besalú della casa sovrana di Barcellona, da cui discesero i conti di Besalù: 
  - Guglielmo I di Besalú (?-ca. 1052), conte di Besalú dal 1020, da cui discesero: 
    - Guglielmo II di Besalú (?-assassinato nel 1070), conte di Besalú dal 1052
    - Adelaide di Besalú (?-1055), sposò il conte di Urgell, Ermengol III (?-1065), da cui discese: 
      - Ermengol IV, ((1056-1092) sposò sua cugina Adelaide (?-1129), contessa di Forcalquier

  - Costanza Velasquita di Besalú (?-1038), sposò il conte di Urgell, Ermengol II (?-1038), da cui discese: 
    - Ermengol III, ((?-1065) sposò sua nipote Adelaide di Besalú (?-1055), da cui discese: 
      - Ermengol IV, ((1056-1092) sposò sua cugina Adelaide (?-1129), contessa di Forcalquier

  - Ugo di Besalú
  - Goffredo di Besalú (?-1054), vescovo di Besalú e di Carcassonne
  - Enrico di Besalú, Conte di Embrun da cui discese:
    - Guglielmo di Besalù, Conte di Embrun da cui discese:
      - Roberto Conte d'Embrun, che fu capostipite della Casata dei Paternò.

  - Adelaide di Besalú (?-?), sposò il conte d'Empuries, Ponzio I (?-1078).
  - Garsenda di Besalú (ca.981-?), sposò il visconte di Narbona, Berengario I (979-1067).

e due da Adelaide:
- Costanza d'Arles[18] (ca. 988-1032), che sposò, nel 1003 ca., Roberto il Pio, futuro re di Francia.
- Ermengarda d'Arles (ca. 987-1042), che sposò il conte d'Alvernia, Roberto I.

## Ascendenza
|                            |                   |                        | Genitori           |  |  | Nonni |  |  | Bisnonni       |  |  | Trisnonni       |  |
|                            |                   |                        |                    |  |  |       |  |  | Bosone d'Arles |  |  | Tebaldo d'Arles |  |
|                            |                   |                        |                    |  |  |       |  |  | Bosone d'Arles |  |  | Tebaldo d'Arles |  |
|                            |                   | Berta di Lotaringia    |                    |  |  |       |  |  | Bosone d'Arles |  |  |                 |  |
| Rotboldo I di Provenza     |                   |                        |                    |  |  |       |  |  | Bosone d'Arles |  |  |                 |  |
|                            |                   | …                      | …                  |  |  |       |  |  |                |  |  |                 |  |
|                            |                   | …                      | …                  |  |  |       |  |  |                |  |  |                 |  |
|                            |                   | …                      | …                  |  |  |       |  |  |                |  |  |                 |  |
| Bosone II di Provenza      |                   | …                      |                    |  |  |       |  |  |                |  |  |                 |  |
|                            |                   | …                      | …                  |  |  |       |  |  |                |  |  |                 |  |
|                            |                   | …                      | …                  |  |  |       |  |  |                |  |  |                 |  |
|                            |                   | …                      | …                  |  |  |       |  |  |                |  |  |                 |  |
| …                          |                   | …                      |                    |  |  |       |  |  |                |  |  |                 |  |
|                            |                   | …                      | …                  |  |  |       |  |  |                |  |  |                 |  |
|                            |                   | …                      | …                  |  |  |       |  |  |                |  |  |                 |  |
|                            |                   | …                      | …                  |  |  |       |  |  |                |  |  |                 |  |
| Guglielmo I di Provenza    |                   | …                      |                    |  |  |       |  |  |                |  |  |                 |  |
|                            | Ludovico il Cieco | Bosone I di Provenza   |                    |  |  |       |  |  |                |  |  |                 |  |
|                            | Ludovico il Cieco | Bosone I di Provenza   |                    |  |  |       |  |  |                |  |  |                 |  |
|                            | Ludovico il Cieco | Ermengarda d'Italia    |                    |  |  |       |  |  |                |  |  |                 |  |
| Carlo Costantino di Vienne | Ludovico il Cieco |                        |                    |  |  |       |  |  |                |  |  |                 |  |
|                            |                   | Anna di Costantinopoli | Leone VI il Saggio |  |  |       |  |  |                |  |  |                 |  |
|                            |                   | Anna di Costantinopoli | Leone VI il Saggio |  |  |       |  |  |                |  |  |                 |  |
|                            |                   | Anna di Costantinopoli | Zoe Zautsina       |  |  |       |  |  |                |  |  |                 |  |
| Costanza di Provenza       |                   | Anna di Costantinopoli |                    |  |  |       |  |  |                |  |  |                 |  |
|                            |                   | Guarniero di Sens      | …                  |  |  |       |  |  |                |  |  |                 |  |
|                            |                   | Guarniero di Sens      | …                  |  |  |       |  |  |                |  |  |                 |  |
|                            |                   | Guarniero di Sens      | …                  |  |  |       |  |  |                |  |  |                 |  |
| Teuberga                   |                   | Guarniero di Sens      |                    |  |  |       |  |  |                |  |  |                 |  |
|                            |                   | Teuberga d'Arles       | …                  |  |  |       |  |  |                |  |  |                 |  |
|                            |                   | Teuberga d'Arles       | …                  |  |  |       |  |  |                |  |  |                 |  |
|                            |                   | Teuberga d'Arles       | …                  |  |  |       |  |  |                |  |  |                 |  |
|                            |                   | Teuberga d'Arles       |                    |  |  |       |  |  |                |  |  |                 |  |

### Fonti primarie
- (LA)  Cartoulaire de Marseille Saint-Victor Tome II.
- (LA)  Cartoulaire de Marseille Saint-Victor Tome I.
- (LA)  Recueil des Chartes de l'Abbaye de Cluny, tome I.
- (LA)  Recueil des Chartes de l'Abbaye de Cluny, tome III.
- (LA)  Histoire Générale de Languedoc, Tome V, Preuves, Chartes et Diplômes.
- (LA)  Cartulaire de l'abbaye de Saint-Chaffre du Monastier et Chronique de Saint-Pierre du Puy.
- (LA)  Chronica de Gesta Consulum Andegavorum.
- (LA)  Guadet, J. (ed.) (1845) Richeri Historiarum (Paris).
- (LA)  Chronicon sancti Maxentii Pictavensis, Chroniques des Eglises d´Anjou.
- (LA)  Rerum Gallicarum et Francicarum Scriptires, tomus IX.
- (LA)  Rodulfi Glabri Historiarum Libri Quinque.
- (LA)  Monumenta Germaniae Historica, Scriptores, tomus IX.
- (LA)  Monumenta Germaniae Historica, Scriptores, tomus XXIII.

### Letteratura storiografica
- C. W. Previté-Orton, "L'Italia nel X secolo", cap. XXI, vol. II (L'espansione islamica e la nascita dell'Europa feudale) della Storia del Mondo Medievale, 1979, pp. 662–701.
- Louis Halphen, La Francia nell'XI secolo, in «Storia del mondo medievale», vol. II, 1979, pp. 770–806
- (FR)  Preuves de l'Histoire Générale de Languedoc, tome III.